# Xu Mengtao
Xu Mengtao (Jilin, 12 juli 1990) is een Chinese freestyleskiester. Ze vertegenwoordigde haar vaderland op de Olympische Winterspelen 2010 (Vancouver), op de Olympische Winterspelen 2014 (Sotsji) en op de Olympische Winterspelen 2018 (Pyeongchang).

## Carrière
Bij haar wereldbekerdebuut, in december 2006 in Beida Lake, eindigde Xu op de zevende plaats, een dag later stond ze voor het eerst op het podium. Op de Aziatische Winterspelen 2007 in Changchun legde de Chinese beslag op de zilveren medaille op het onderdeel aerials. In februari 2009 boekte Xu in Moskou haar eerste wereldbekerzege. In Inawashiro nam de Chinese deel aan de wereldkampioenschappen freestyleskiën 2009, op dit toernooi veroverde ze de zilveren medaille op het onderdeel aerials. Tijdens de Olympische Winterspelen van 2010 eindigde Xu als zesde op het onderdeel aerials.
Op de wereldkampioenschappen freestyleskiën 2011 in Deer Valley sleepte de Chinese de zilveren medaille in de wacht op het onderdeel aerials. In het seizoen 2011/2012 behaalde Xu de eindzege in het wereldbekerklassement aerials. In Voss nam ze deel aan de wereldkampioenschappen freestyleskiën 2013. Op dit toernooi werd ze wereldkampioene op het onderdeel aerials. In het seizoen 2012/2013 behaalde de Chinese naast de eindzege in het wereldbekerklassement aerials ook de eindzege in het algemene wereldbekerklassement. Xu won een zilveren medaille op het onderdeel aerials tijdens de Olympische Winterspelen 2014 in Sotsji.
Op de wereldkampioenschappen freestyleskiën 2015 in Kreischberg veroverde de Chinese de bronzen medaille op het onderdeel aerials. In het seizoen 2016/2017 won ze voor de derde maal in haar carrière de wereldbeker op het onderdeel aerials. In de Spaanse Sierra Nevada nam Xu deel aan de wereldkampioenschappen freestyleskiën 2017. Op dit toernooi sleepte ze de bronzen medaille in de wacht op het onderdeel aerials. In het seizoen 2017/2018 won de Chinese opnieuw de wereldbeker op het onderdeel aerials. Tijdens de Olympische Winterspelen van 2018 in Pyeongchang eindigde ze als negende op het onderdeel aerials.
Op de wereldkampioenschappen freestyleskiën 2019 in Park City behaalde Xu de bronzen medaille op het onderdeel aerials, in de landenwedstrijd aerials legde ze samen met Sun Jiaxu en Wang Xindi beslag op de zilveren medaille. In het seizoen 2018/2019 prolongeerde de Chinese de eindzege in de wereldbeker aerials.

## Resultaten

### Olympische Spelen
| Jaar | Plaats      | Resultaten |
| ---- | ----------- | ---------- |
| 2010 | Vancouver   | 6e Aerials |
| 2014 | Sotsji      | Aerials    |
| 2018 | Pyeongchang | 9e Aerials |

### Wereldkampioenschappen
| Jaar | Plaats        | Resultaten             |
| ---- | ------------- | ---------------------- |
| 2009 | Inawashiro    | Aerials                |
| 2011 | Deer Valley   | Aerials                |
| 2013 | Voss          | Aerials                |
| 2015 | Kreischberg   | Aerials                |
| 2017 | Sierra Nevada | Aerials                |
| 2019 | Park City     | Aerials · Aerials team |

### Wereldbeker
Eindklasseringen
| Seizoen   | Algm   | AE     |
| --------- | ------ | ------ |
| 2006/2007 | 42e    | 16e    |
| 2008/2009 | 15e    | 4e     |
| 2009/2010 | 8e     | Brons  |
| 2010/2011 | 5e     | Zilver |
| 2011/2012 | Zilver | Goud   |
| 2012/2013 | Goud   | Goud   |
| 2013/2014 | 10e    | Brons  |
| 2014/2015 | 21e    | 6e     |
| 2015/2016 | 126e   | 27e    |
| 2016/2017 | 5e     | Goud   |
| 2017/2018 | Zilver | Goud   |
| 2018/2019 | Zilver | Goud   |
| 2019/2020 | 10e    | Zilver |

Wereldbekerzeges
| Datum            | Plaats                | Onderdeel |
| ---------------- | --------------------- | --------- |
| 14 februari 2009 | Moskou                | Aerials   |
| 20 december 2009 | Changchun             | Aerials   |
| 18 december 2010 | Beida Lake            | Aerials   |
| 16 januari 2011  | Mont Gabriel          | Aerials   |
| 20 januari 2012  | Lake Placid           | Aerials   |
| 21 januari 2012  | Lake Placid           | Aerials   |
| 29 januari 2012  | Calgary               | Aerials   |
| 3 februari 2012  | Park City             | Aerials   |
| 17 maart 2012    | Voss                  | Aerials   |
| 5 januari 2013   | Changchun             | Aerials   |
| 12 januari 2013  | Val Saint-Come        | Aerials   |
| 18 januari 2013  | Lake Placid           | Aerials   |
| 1 februari 2013  | Deer Valley           | Aerials   |
| 17 februari 2013 | Sotsji                | Aerials   |
| 20 december 2014 | Peking                | Aerials   |
| 21 december 2014 | Peking                | Aerials   |
| 17 december 2016 | Beida Lake            | Aerials   |
| 10 februari 2017 | Bokwang Phoenix Park  | Aerials   |
| 12 januari 2018  | Deer Valley           | Aerials   |
| 20 januari 2018  | Lake Placid           | Aerials   |
| 19 januari 2019  | Lake Placid           | Aerials   |
| 23 februari 2019 | Minsk                 | Aerials   |
| 3 maart 2019     | Shimao Lotus Mountain | Aerials   |
| 21 december 2019 | Shimao Lotus Mountain | Aerials   |
| 22 december 2019 | Shimao Lotus Mountain | Aerials   |